# San Biagio in Mercatello
San Biagio in Mercatello, även benämnd San Biagio de Mercato, San Biagio alle scale d'Araceli och San Biagio sotto il Campidoglio, var en kyrkobyggnad i Rom, helgad åt den heliga Rita av Cascia. Ruinen efter kyrkan är belägen till vänster om Aracoeli-trappan vid foten av Capitolium, i Rione Campitelli. Tillnamnet ”Mercatello” åsyftar en medeltida marknadsplats i grannskapet.

## Kyrkans historia
Kyrkan uppfördes under tidig medeltid och man nyttjade byggnadsmaterial från en romersk insula från 100-talet e.Kr.
Kyrkan förekommer i Catalogo di Cencio Camerario, en förteckning över Roms kyrkor sammanställd av Cencio Savelli år 1192 och bär där namnet sco. Blasio de Mercato. Vidare nämns den i Il catalogo Parigino (cirka 1230) som s. Blasius a pede mercati, i Il catalogo di Torino (cirka 1320) som Ecclesia sancti Blasii de Mercato och i Il catalogo del Signorili (cirka 1425) som sci. Blasii de Mercato.
Under 1300- och 1400-talen innehades kyrkan av familjen Buccabella, som använde den som gravkyrka. En av gravinskriptionerna lyder:
Ett dokument från 1624 gör gällande att kyrkans högaltare hade en målning föreställande den helige Blasius; ett sidoaltare var invigt åt Jungfru Marie bebådelse.
År 1658 övertogs kyrkan av Confraternita della Corona di Spine, som utgjordes av personer från Cascia. De främjade vördnaden för Rita av Cascia som hade blivit saligförklarad 1627. Brödraskapet uppdrog åt Carlo Fontana att rita en ny kyrka och barockfasaden fullbordades 1665. Det har under lång tid antagits att Fontana var upphovsman till hela kyrkoprojektet, men enligt en studie av den tyske konsthistorikern Hellmut Hager inskränker sig Fontanas insats till fasaden. Ansvaret för kyrkobyggnaden i övrigt attribueras åt Felice della Greca. Kyrkan kom att bli känd under namnet San Biagio e Beata Rita, det vill säga Helige Blasius och Saliga Rita. Rita av Cascia helgonförklarades 1900, men fyra år senare flyttade brödraskapet till kyrkan Santa Rita da Cascia alle Vergini. Kyrkan överläts då åt Communita dei Pizzicagnoli, livsmedelshandlarnas skrå.
Under Mussolinis regim beslutades det att en ny motorväg, Via del Mare, skulle anläggas från Piazza Venezia till Lido di Ostia. Det fanns även en intention att gräva ut de antika romerska lämningarna under kyrkan. Detta föranledde kyrkobyggnadens nedmontering 1928 och dess delar magasinerades. Vid rivningen blottlades resterna av den medeltida San Biagio-kyrkan och den romerska insulan. Tolv år senare, 1940, återuppbyggdes Santa Rita vid Via Montanara och fick namnet Santa Rita da Cascia in Campitelli. Under efterkrigstiden uppläts kyrkan åt Opera di Don Orione, en organisation som särskilt hjälper de fattiga. Senare tog Roms kommun över Santa Rita och den dekonsekrerades 1990.
Av den medeltida San Biagio-kyrkan återstår bland annat den romanska kampanilen och en absidiol med fresker från 1300-talet. I mitten ses Jesus Kristus som Smärtomannen, flankerad av Jungfru Maria och aposteln Johannes. I valvbågens intrados framställs evangelistsymbolerna och längst upp Guds Lamm med korsbaneret.

### Fontanas fasad
Carlo Fontanas fasad till den återuppförda kyrkan Santa Rita har två våningar. Den nedre våningen har fyra korintiska pilastrar på höga socklar. Ovanför ingångsportalen sitter ett oxöga. Pilastrarna bär upp ett entablement med förkroppad kornisch. Övervåningen har ett mittparti med tvärställda, något kurvlinjiga, sidopartier. Hörnen har förbundna korintiska pilastrar. Enligt Ferruccio Lombardi lät sig Fontana till viss del inspireras av Berninis fasadprogram till kyrkan Santa Bibiana.

## Bilder

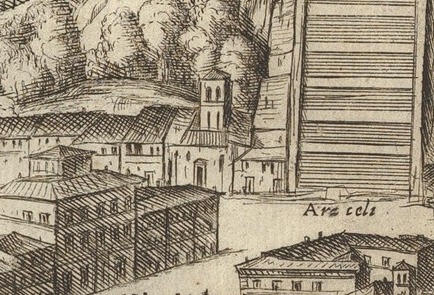
San Biagio in Mercatello (med kampanil, till vänster om Aracoeli-trappan) på Antonio Tempestas Rom-karta från 1593.
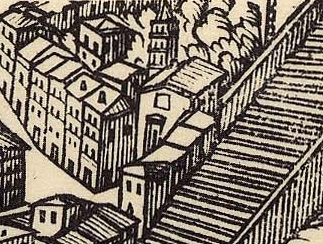
San Biagio in Mercatello på Giovanni Maggis Rom-karta från 1625.
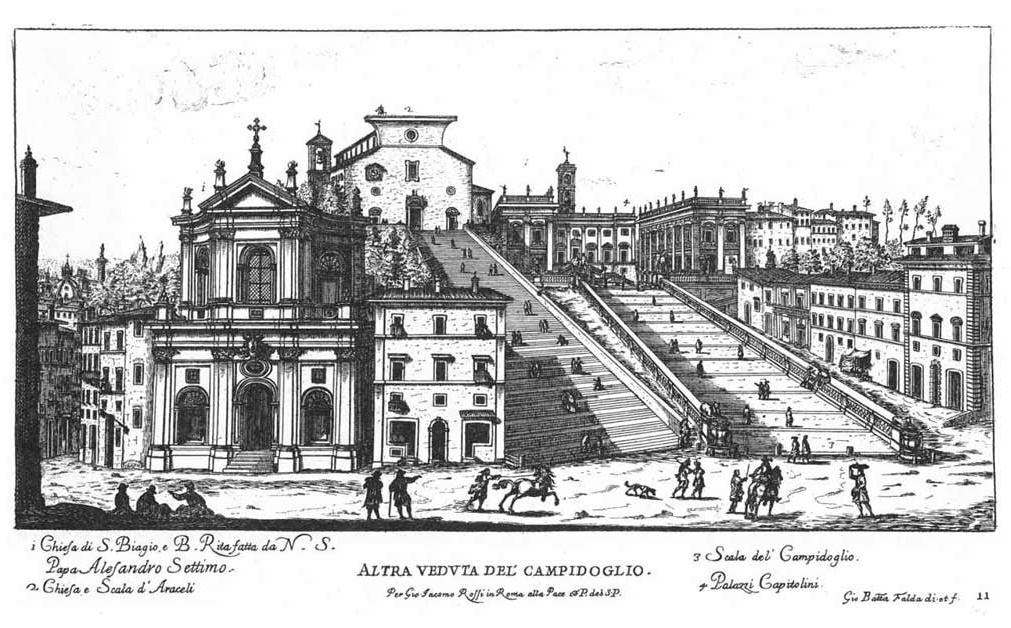
San Biagio e Beata Rita (till vänster). Gravyr av Giovanni Battista Falda från 1665.
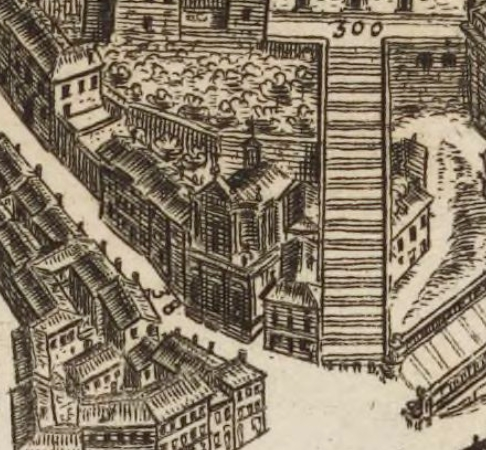
San Biagio e Beata Rita (till vänster om Aracoeli-trappan) på Giovanni Battista Faldas Rom-karta från 1676.
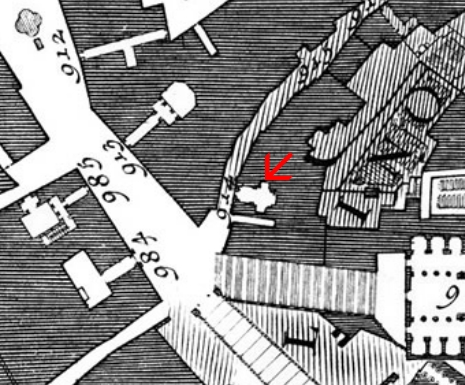
San Biagio e Beata Rita (nummer 914 vid den röda pilen) på Giovanni Battista Nollis Rom-karta från 1748.
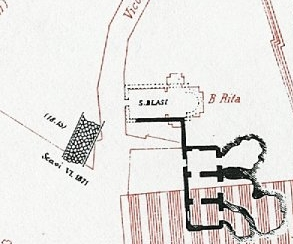
Konturerna av kyrkorna San Biagio och Beata Rita på Rodolfo Lancianis Rom-karta från 1893–1901.
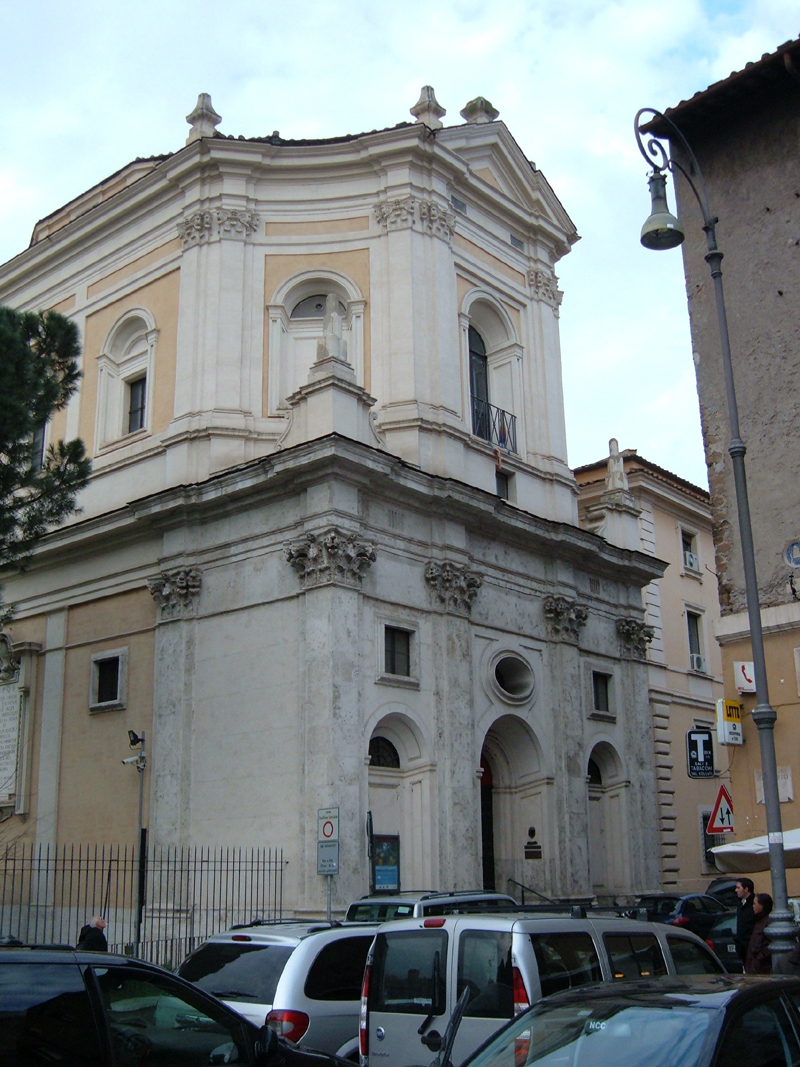
Den återuppbyggda kyrkan Santa Rita da Cascia in Campitelli.